# Jonas Bloquet
Jonas Bloquet (Bruxelles, 10 luglio 1992) è un attore belga.

## Biografia
Nato e cresciuto a Bruxelles, Jonas Bloquet ha fatto il suo debutto cinematografico da adolescente come protagonista di Élève Libre - Lezioni private, per cui ha ottenuto una candidatura al Premio Magritte per la migliore promessa maschile.
Dopo la fine delle scuole superiori si è trasferito a Parigi per studiare prima recitazione e poi, dal 2013 al 2015, regia sotto la supervisione di Luc Besson, che lo ha diretto in Cose nostre - Malavita (2013) e Valerian e la città dei mille pianeti (2017). Inoltre ha recitato in diverse produzioni internazionali, come 3 Days to Kill e The Nun - La vocazione del male. Nel 2016 ha recitato accanto ad Isabelle Huppert nel film Elle, che gli è valso una candidatura al Premio César per la migliore promessa maschile. Nel 2023 riprende il ruolo di Maurice/Francese in The Nun II.

## Filmografia parziale

### Cinema
- Élève Libre - Lezioni private (Élève Libre), regia di Joachim Lafosse (2008)
- Cose nostre - Malavita (The Family), regia di Luc Besson (2013)
- 3 Days to Kill, regia di McG (2014)
- Elle, regia di Paul Verhoeven (2016)
- Quattro vite (Orpheline), regia di Arnaud des Pallières (2016)
- Valerian e la città dei mille pianeti (Valérian et la Cité des mille planètes), regia di Luc Besson (2017)
- The Nun - La vocazione del male (The Nun), regia di Corin Hardy (2018)
- Sola al mio matrimonio (Seule à mon mariage), regia di Marta Bergman (2018)
- Donne di mondo (Filles de joie), regia di Frédéric Fonteyne e Anne Paulicevich (2020)
- Io sono tuo padre (Tirailleurs), regia di Mathieu Vadepied (2022)
- The Nun II, regia di Michael Chaves (2023)
- La nuit se traîne, regia di Michiel Blanchart (2024)

### Televisione
- Germinal – miniserie TV, 6 puntate (2021)
- 1899 – serie TV, 8 episodi (2022)
- Maria Antonietta (Marie Antoinette) – serie TV, 5 episodi (2022)

## Teatro
- Pop Corn di Ben Elton, regia di Claire Boyé. Théâtre de Ménilmontant di Parigi (2012)
- L'Atelier di Jean-Claude Grumberg, regia di Dalia Bonnet e Coralie Paquelier. A la Folie Théâtre di Parigi (2013)
- Jeux d’enfants di Robert Marasco, regia di Dorothée Deblaton. Théâtre 13 di Parigi (2016)

## Doppiatori italiani
Nelle versioni in italiano delle opere in cui ha recitato, Jonas Bloquet è stato doppiato da:
- Gabriele Patriarca in The Nun - La vocazione del male, The Nun II
- Davide Albano in Elle
- Andrea Mete in Germinal
- Alessio Puccio in 3 Days to Kill
- Jacopo Venturiero in 1899
- Marco Vivio in Maria Antonietta
- Federico Talocci in Io sono tuo padre

## Riconoscimenti
- Premio Magritte
  - 2025 - Migliore attore non protagonista per La nuit se traîne